# Эйрс, Дэвид
Дэ́вид Эйрс (англ. David Ayres; род. 12 августа 1977, Уитби, Онтарио) — канадский водитель ледового комбайна в Coca-Cola Coliseum в Торонто (Онтарио), получивший известность 22 февраля 2020 года, когда сыграл в Национальной хоккейной лиге (НХЛ) в качестве экстренного вратаря за «Каролину Харрикейнз», обыгравшую в результате «Торонто Мейпл Лифс» со счётом 6:3.

## Биография
Эйрс — уроженец Уитби (провинция Онтарио). Вырос, играя в молодёжный хоккей. Его отец Боб и брат Крис также являются вратарями. Его карьера была затруднена из-за пересадки почки в 2004 году, когда его мать Мэри пожертвовала ему почку.
В 2012 году Айрес начал работать водителем и обслуживающим персоналом Zamboni в Ricoh Coliseum (ныне Coca-Cola Coliseum) в Торонто, который является домашней ареной для «Торонто Марлис». В дополнение к этим обязанностям он теперь также практический вратарь для «Торонто Марлис» и «Торонто Мейпл Лифс».

## Карьера
В 2014 году Айрес сыграл восемь матчей с «Норвуд Вайперс» из Хоккейной лиги Кубка Аллана. Как вратарь, он пропустил 58 голов, имея процент спасения 0,77 и 0-8 записей. Эйрс служил резервным вратарём для «Торонто Марлис» и «Шарлотт Чекерс» в Американской хоккейной лиге (АХЛ), фарм-клубах «Торонто Мейпл Лифс» и «Каролины Харрикейнз».

### Появление в НХЛ
22 февраля оба вратаря «Каролины Харрикейнз» — Джеймс Реймер и Петр Мразек — получили травмы во время игры против «Мэйпл Лифс». Эйрс вошёл в игру во втором периоде как запасной вратарь, после подписания контракта с НХЛ на одну игру. Он пропустил две первые шайбы, попавшие в створ его ворот, но затем парировал восемь бросков, обеспечив «Каролине» победу в матче со счётом 6:3. Он стал первым экстренным вратарём, вошедшим в игру в матче НХЛ после Скотта Фостера в 2018 году. Эйрс также стал старейшим вратарём (42 года и 194 дня), одержавшим победу в дебютном для себя матче в регулярном чемпионате НХЛ. Он был назван первой звездой игры; ему заплатили 500 долларов за игру, а также он получил право оставить себе игровую майку и шайбу. Реймер также подарил Эйресу вратарскую клюшку с автографом, а Род Бриндамор, тренер «Каролины», — бутылку вина с автографом.
После игры «Каролина Харрикейнз» объявила, что будет продавать футболки с его фамилией и майку с номером 90, выплачивая Эйрсу роялти, а часть вырученных средств, направлять в фонд лечения заболевания почек по выбору Эйрса.

## Статистика карьеры

### Регулярный сезон и плей-офф
| 2014/15    | Norwood Vipers      | ACH        | 8 | — | — | — | —     | — | — | 8.88 | .777 | — | — | — | — | — | — | — | — |
| ACH totals | ACH totals          | ACH totals | 8 | — | — | — | —     | — | — | 8.88 | .777 | — | — | — | — | — | — | — | — |
| 2019/20    | Каролина Харрикейнз | NHL        | 1 | 1 | 0 | 0 | 28:41 | 2 | 0 | 4.18 | .800 | — | — | — | — | — | — | — | — |
| NHL totals | NHL totals          | NHL totals | 1 | 1 | 0 | 0 | 28:41 | 2 | 0 | 4.18 | .800 | — | — | — | — | — | — | — | — |